# Präsidentschaftswahl in Polen 1947
Die Präsidentschaftswahl in Polen 1947 war die erste Wahl des Staatsoberhaupts in Polen nach dem Zweiten Weltkrieg. Der Sejm wählte am 5. Februar 1947 in Warschau Bolesław Bierut für eine siebenjährige Amtszeit zum Präsidenten der Republik Polen.

## Hintergrund
Mit dem Ende des Zweiten Weltkriegs wurde die polnische Staatlichkeit mit Hilfe und unter Vormundschaft der UdSSR wiederhergestellt. Im Juli 1945 erlangte die in Warschau ansässige Regierung eine weitestgehend internationale Anerkennung, die gleichzeitig der sogenannten Londoner Regierung bis auf wenige Ausnahmen entzogen wurde. Die sowjetisch dominierte Warschauer Regierung begann mit der Wiederherstellung der öffentlichen Verwaltungsinstitutionen. Einerseits wurden zu ihrer Legitimierung im Innen- und Außenverhältnis auch manche Exilpolitiker und Parteien der politischen Mitte formal eingebunden. Am 19. Januar 1947 fand die Parlamentswahl statt – begleitet von Einschüchterungen und teilweise offensichtlichen Wahlfälschungen. Da man sich einerseits von den mit der bürgerlichen Regierung verbundenen Institutionen abgrenzen wollte, beschloss man am 4. Februar ein neues Verfassungsgesetz über die Wahl des Präsidenten. Die bislang die Präsidenten wählende Nationalversammlung wurde bereits 1935 abgeschafft. Nun sollte der Sejm das Staatsoberhaupt bestimmen. Andererseits, um die kritischen Kräfte zu beruhigen, sah man beim Präsidentengelöbnis (statt bisherigem Eid) eine religiöse Bekräftigung vor.

## Die Wahl

### Der Kandidat

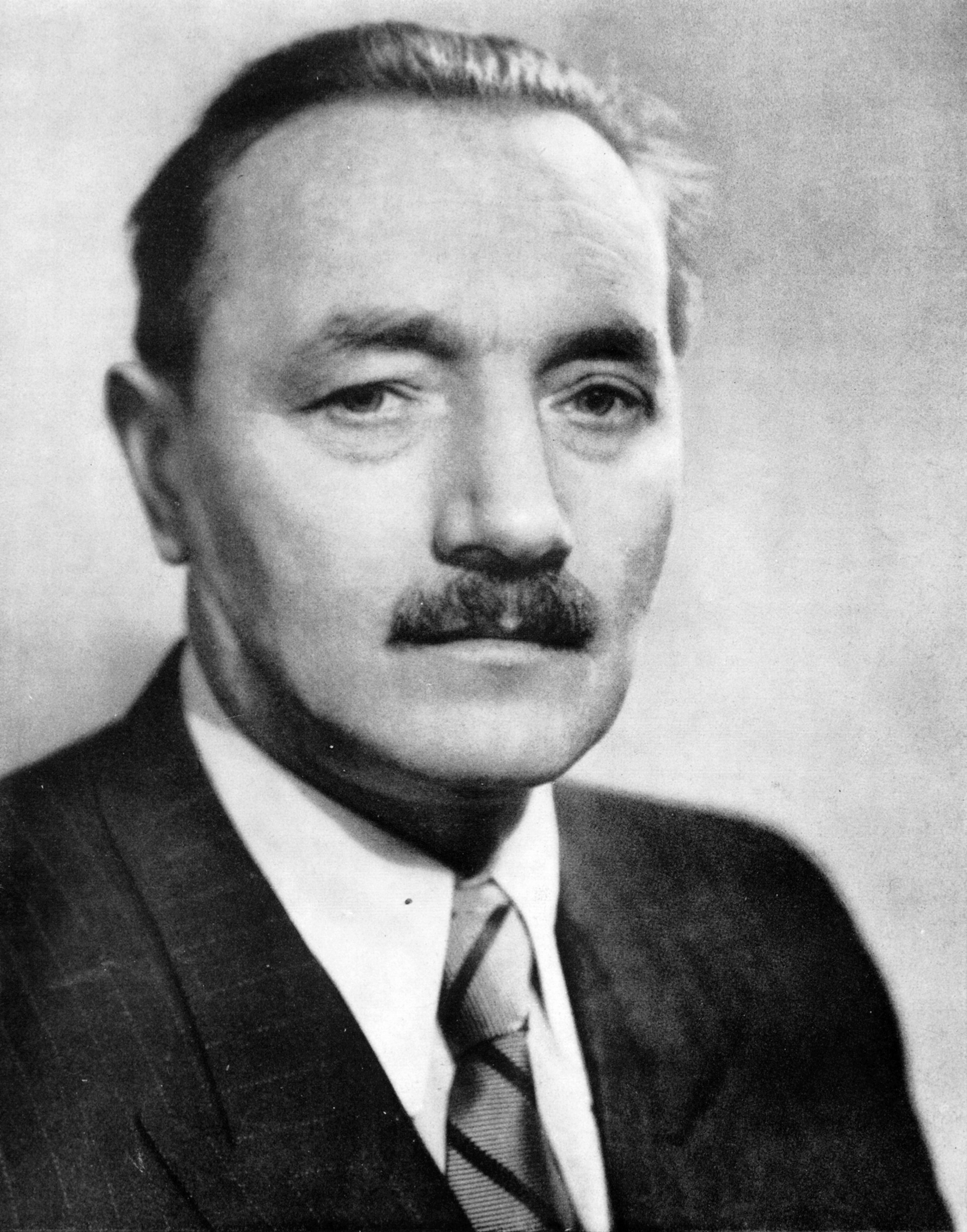
Bolesław Bierut

Wegen der Sitzverteilung im Sejm war der Ausgang der Wahl absehbar. Als einziger Kandidat für die Wahl des Präsidenten der Republik Polen wurde Bolesław Bierut vorgeschlagen, der bisherige Vorsitzende des Landesnationalrates (1944–1947), der provisorischen Regierung, und damit kollektives Staatsoberhaupt. Als Kommunist und zeitweise sowjetischer Bürger genoss der neu gewählte Sejm-Abgeordnete, Drucksetzer, Handelskaufmann und Genossenschaftler das volle Vertrauen Stalins. Offiziell gehörte er keiner Partei an.

### Die Abstimmung
Die geheime Wahl durch Wahlzetteleinwurf durch Sejm fand unter dem Vorsitz des Sejmmarschalls Władysław Kowalski statt.
| Wahlgang                                               | Kandidat                              | Stimmenzahl | %      | Unterstützende Parteien                                                 |
| ------------------------------------------------------ | ------------------------------------- | ----------- | ------ | ----------------------------------------------------------------------- |
| 1. Wahlgang                                            | Bolesław Bierut                       | 419         | 94,4 % | PPS, PPR, SD, Bauernpartei, SP, Polnische Bauernpartei „Neue Befreiung“ |
| 1. Wahlgang                                            | Enthaltungsstimmen (leere Wahlzettel) | 24          | 5,4 %  | Polnische Bauernpartei                                                  |
| 1. Wahlgang                                            | Ungültige Stimmen                     | 1           | 0,2 %  |                                                                         |
| Somit wurde Bolesław Bierut ohne Gegenstimmen gewählt. |                                       |             |        |                                                                         |

## Nach der Wahl
Anschließend legte Bierut gegenüber dem Sejm ein Amtsgelöbnis mit der religiösen Bekräftigung ab. Noch am gleichen Tag um 15:00 Uhr legte Bierut sein Abgeordnetenmandat ab und übernahm in Anwesenheit des Sejmmarschalls und des Ministerpräsidenten Edward Osóbka-Morawski die Präsidentschaft.
1948 schloss sich Bierut formal der PVAP an, währenddessen verstärkte sich der stalinistische Terror. Da in der Verfassung vom 22. Juli 1952 das Amt des Staatspräsidenten zugunsten der erweiterten Kompetenzen des Staatsrates nach sowjetischem Vorbild abgeschafft wurde, endete die Amtszeit Bieruts frühzeitig. Die nächste Wahl des Präsidenten fand nach der Wiedereinführung des Amtes am 19. Juli 1989 statt.